# Осовок (Речицкий район)
Осовок (бел. Асавок) — посёлок, входящий в Лисковский сельсовет Речицкого района Гомельской области Белоруссии.

## География

### Расположение
В 23 км на юго-запад от Речицы, в 73 км от Гомеля и в 6 км от железнодорожной станции Демехи (на линии Гомель — Калинковичи).

## Гидрография
На востоке канава Тишковская, на западе — река Катынь (приток реки Ведрич).

## Транспортная система
Транспортная связь по просёлочной, а затем по автодороге Калинковичи — Гомель.
В деревне 15 жилых домов (2004 год). Планировка складывается из криволинейной улицы близкой к меридиональной ориентации. На юге небольшой, обособленный, участок застройки. Деревня застроена деревянными домами усадебного типа.

## История
Посёлок основан в начале 1920-х годов переселенцами с соседних деревень на бывших помещичьих землях. В 1929 году крестьяне вступили в колхоз. Во время Великой Отечественной войны 14 жителей деревни погибли на фронте. В 1959 году деревня в составе колхоза «Новый путь» с центром в деревне Лиски.

## Население

### Численность
2004 год — 15 дворов, 22 жителя.

### Динамика
- 1959 год — 184 жителя (согласно переписи).
- 2004 год — 15 дворов, 22 жителя.